# Liga del Norte de Coahuila 2015
La Temporada 2015 de la Liga del Norte de Coahuila fue la edición número 47 de la tercera etapa de este circuito. Se realizó entre los meses de marzo y junio, y los Play Offs en los meses de julio y agosto. El calendario constó de 28 juegos realizados los domingos en una doble cartelera. Clasificaron los primeros seis lugares a los playoffs.
Los Rieleros GIMSA de Frontera se coronaron campeones por tercer año consecutivo al derrotar en la Serie Final a los Tuzos de Palaú por 4 juegos a 1. El mánager campeón fue Ignacio Arauz.

## Cambios en la competencia
Para esta campaña los equipos que lograron terminar como los mejores seis de la temporada regular, clasificaron a una postemporada para determinar al equipo campeón de la liga. En donde se enfrentaron 1° vs. 6°, 2° vs. 5° y 3° vs. 4°. Debido a que para la siguiente ronda se necesitaban de 4 equipos, aparte de los 3 equipos ganadores, el mejor perdedor accedió a la semifinal.

## Equipos participantes
| Liga del Norte de Coahuila 2015 |                         |                        |
| Equipo                          | Mánager                 | Sede                   |
| Agricultores de Morelos         | Rogelio Gutiérrez       | Morelos, Coahuila      |
| Atléticos de Acuña              | Sergio Favela Gutiérrez | Ciudad Acuña, Coahuila |
| Carboneros de Nava              | Aldegundo Arzola        | Nava, Coahuila         |
| Mineros de Nueva Rosita         | José Ángel Terrazas     | Nueva Rosita, Coahuila |
| Nogaleros de Allende            | Héctor Javier Chapa     | Allende, Coahuila      |
| Piratas de Sabinas              | Héctor Ramírez          | Sabinas, Coahuila      |
| Rieleros GIMSA de Frontera      | Ignacio Arauz           | Frontera, Coahuila     |
| Tuzos de Palaú                  | Juan Manuel Cumpian     | Palaú, Coahuila        |

## Posiciones
- Actualizadas las posiciones al 21 de junio de 2015.

| Liga del Norte de Coahuila | Liga del Norte de Coahuila | Liga del Norte de Coahuila | Liga del Norte de Coahuila | Liga del Norte de Coahuila |
| Equipo                     | JG                         | JP                         | PCT                        | JV                         |
| -------------------------- | -------------------------- | -------------------------- | -------------------------- | -------------------------- |
| Frontera                   | 21                         | 5                          | .808                       | -                          |
| Palaú                      | 19                         | 9                          | .679                       | 3.0                        |
| Nueva Rosita               | 16                         | 10                         | .615                       | 5.0                        |
| Sabinas                    | 15                         | 10                         | .600                       | 5.5                        |
| Nava                       | 16                         | 12                         | .571                       | 6.0                        |
| Allende                    | 10                         | 15                         | .400                       | 10.5                       |
| Morelos                    | 7                          | 19                         | .269                       | 14.0                       |
| Acuña                      | 1                          | 25                         | .038                       | 20.0                       |

| Clasificado a los playoffs |

## Playoffs
Por esta ocasión, la postemporada de la temporada 2015 fue jugada por 6 equipos. Los resultados de las series de la primera ronda fueron los siguientes: Allende 0, Frontera 3; Nava 0, Palaú 3 y Sabinas 3, Nueva Rosita 1. Debido a que para la siguiente ronda se necesitaban de 4 equipos, aparte de los 3 equipos ganadores, el mejor perdedor accedió a la semifinal. Este equipo fue el de Nueva Rosita.
|  | Semifinales | Semifinales  | Semifinales |          |   | Final | Final | Final |  |
|  |             |              |             |          |   |       |       |       |  |
|  |             |              |             |          |   |       |       |       |  |
|  | 4           | Sabinas      | 3           |          |   |       |       |       |  |
|  | 4           | Sabinas      | 3           |          |   |       |       |       |  |
|  | 2           | Palaú        | 4           |          |   |       |       |       |  |
|  | 2           | Palaú        | 4           |          | 2 | Palaú | 1     |       |  |
|  |             |              |             |          | 2 | Palaú | 1     |       |  |
|  |             |              | 1           | Frontera | 4 |       |       |       |  |
|  | 3           | Nueva Rosita | 1           | Frontera | 4 | 0     |       |       |  |
|  | 3           | Nueva Rosita |             |          |   | 0     |       |       |  |
|  | 1           | Frontera     | 4           |          |   |       |       |       |  |
|  | 1           | Frontera     | 4           |          |   |       |       |       |  |
|  |             |              |             |          |   |       |       |       |  |